# Igreja Presbiteriana Coreana Americana
A Igreja Presbiteriana Coreana Americana (IPCA) (em inglês:  Korean American Presbyterian Church) é uma denominação reformada conservadora presente nos Estados Unidos, Canadá, Brasil, Filipinas e Rússia.

## História
A IPCA foi formada em 1978 por imigrantes coreanas, alinhados com a Igreja Presbiteriana na Coreia (HapDong), no campus do Seminário Teológico de Westminster, na Filadélfia. Em sua data de fundação da igreja consistiu-se de 5 presbitérios. São eles: o Presbitério da Califórnia, o Presbitério Central, Presbitério de Nova Iork, Presbitério da Filadélfia e  o Presbitério do Canadá.
A denominação é uma igreja conservadora, doutrinariamente conduzido. No final da década de 1990 a igreja já era composta por 19 presbitérios expandindo-se pela América do Sul, Rússia e Europa. Em 1983 juntou-se ao Conselho Norte Americano Presbiteriano e Reformado.

## Estatísticas
Na Califórnia a igreja mantém seu próprio Seminário, mas aceita pastores graduados em outros seminários conservadores depois de exame. A igreja tinha mais de 33.000 membros e mais de 400 congregações em 2004.  De acordo com as estatísticas da IPCA de 2016, existiam cerca de 63.000 membros batizados (53.000 adultos e 10.000 crianças) e 650 congregações afiliadas. Já em 2021, a denominação relatou ter 80.000 membros batizados (70.000 adultos e 10.000 crianças) e 650 igrejas.
A igreja tem ministérios do Exército dos EUA, e capelães. A igreja tem atualmente 31 presbitérios, incluídas 5 presbitérios no sul da Califórnia, 3 presbitérios no norte da Califórnia, um Presbitério no Havaí , 9 presbitérios nos estados do leste americano, um Presbitério Central, um no Sul e Sudeste do Estados Unidos. Existe um presbitério no Brasil, uma nas Filipinas, e um no Oceano Pacífico, um na América Latina e um na Nova Zelândia. Em 2010 a igreja começou a trabalhar com presbitérios do idioma Inglês e já possui missões em 19 países.
A sede do secretário da igreja localiza-se em Oreland, perto de Filadélfia.

### No Brasil
No Brasil a Igreja Presbiteriana Coreana está presente sobretudo entre os imigrantes coreanos no país. A denominação recomenda para a formação de seus ministros no país o Seminário Teológico Presbiteriano Reverendo José Manoel da Conceição, também conhecido como Seminário JMC, que é dos oito seminários oficiais da Igreja Presbiteriana do Brasil.
Entre suas igrejas federadas, as mais conhecidas são: Igreja Presbiteriana Pequena Semente, Igreja Presbiteriana Antioquia e Igreja Presbiteriana Unida Coreana de São Paulo. Esta realiza obras missionárias e evangelísticas no Brasil. Em julho de 2014, a igreja participou da Jornada Missionária no município de Carira, Sergipe em conjunto com a Igreja Presbiteriana do Brasil.

## Doutrina
A igreja subscreve a Confissão de Fé de Westminster, Catecismo Maior de Westminster e o Breve Catecismo de Westminster. A denominação como todos os demais membros do Conselho Norte Americano Presbiteriano e Reformado, não ordena mulheres ao ministério de presbíteras ou pastoras.